# Tik Tik Tik
Tik Tik Tik es una película de suspenso de acción de ciencia ficción en idioma tamil indio de 2018 escrita y dirigida por Shakti Soundar Rajan. La película presenta a Jayam Ravi, Nivetha Pethuraj y Aaron Aziz en los papeles principales. La película inspirada con fluidez en Armageddon (1998), dirigida por Michael Bay. La película se estrenó el 22 de junio de 2018. Es la primera película espacial de la India. La película recibió elogios por sus efectos visuales, pero también críticas por su guion y las secuencias que desafían la lógica. Recaudó ₹ 57.63 millones de rupias y recibió un veredicto de 'éxito'.

## Trama
El equipo de DSD, que consiste en Mahendran (Jayaprakash) a su mando, descubre que un asteroide golpeará la Tierra en siete días. Están en juego las vidas de cuatro millones de personas en Chennai y sus alrededores. La única forma de destruir el asteroide sería con un misil pesado.
Pero dado que hay menos tiempo, solo hay una forma de obtener el misil, por medios ilegales. El equipo sigue adelante con esta misión secreta con solo el Primer Ministro, el ministro del Interior y el ministro de Defensa en ella. El mayor desafío ahora es llevarlo al espacio, que solo será posible con ladrones expertos.
Un escapista Vasu (Jayam Ravi) y sus amigos Venkat (Ramesh Thilak) y Appu (Arjunan) están atados. Junto a ellos están los miembros de DSD Swathi (Nivetha Pethuraj) y Raguram (Vincent Asokan). Después del entrenamiento, abordan la nave espacial Dhruva 1. Antes del lanzamiento, Vasu escucha una voz misteriosa en el canal de voz de su dispositivo de comunicación. La voz le dice que Ravi, el hijo de Vasu, ha sido secuestrado por él. Para liberarlo, Vasu debe hacer lo que la voz le diga. Dhruva 1 tiene un lanzamiento exitoso. De camino a la estación espacial, la voz le dice a Vasu que corte algunos cables, lo que provocaría una fuga de combustible. Finge estar inconsciente antes de proceder a cortar los cables. Venkat pregunta por qué lo está haciendo, a lo que revela el secuestro de Ravi. Esto hace que Dhruva 1 se salga de control y se estrelle en la luna. La tripulación sale para reparar el barco, donde encuentran los cables cortados. El barco está reparado, pero el barco tiene poco combustible. Vasu sugiere reabastecerse de combustible en la estación espacial a la que se dirigen, de esa manera, tendrían una excusa para ingresar a la estación. Están de acuerdo con ese plan y solicitan permiso para repostar en la estación espacial que la tripulación a bordo de la estación espacial aprueba. Luego, Dhruva 1 deja la luna con destino a la estación espacial.
Sin embargo, las imágenes de Vasu cortando los cables son descubiertas por el teniente general T. Rithika (Rethika Srinivas) y traídas a la atención de Mahendran. Mahendran no profundiza en el asunto. Mientras tanto, Dhruva 1 atraca con éxito en la estación espacial, pero la tripulación es arrestada por los miembros de la tripulación, bajo el mando del capitán Li Wei (Aaron Aziz). Se revela que la tripulación de la estación conoce las verdaderas intenciones detrás de la misión de Dhruva 1. Tienen la intención de mantenerlos a raya, de modo que el asteroide golpee la bahía de Bengala, destruyendo la India y, al mismo tiempo, beneficiando a su país, mediante los importantes proyectos de reconstrucción necesarios. Mientras están en la estación espacial, Venkat y Appu piratean la estación espacial, provocando un corte de energía, mientras Vasu obtiene la huella digital y el iris del Capitán Li Wei para ingresar a la cámara con el misil. Vasu logra hacer desaparecer el misil sin que se dispare el sistema de alarma. El capitán Li Wei se da cuenta de esto y los interroga, agrediendo físicamente a la tripulación. Vasu dice que el misil está en Dhruva 1, pero cuando algunos miembros de la tripulación siguen a Vasu, los mata en el barco. Transmite un mensaje a través de Swathi de que el misil apunta a la capital del país que posee el misil, y que lanzará el misil a la ciudad si la tripulación del Dhruva 1 no es liberada. La tripulación de Dhruva 1 es liberada y procede a la nave, mientras Vasu entra en la cámara que sostiene el misil, donde se revela que el misil estuvo allí todo el tiempo. Roba el misil y sale de la nave por el espacio, pero golpea un pedazo de la estación, perforando su traje espacial. Esto hace que el tanque de oxígeno tenga fugas. Pero logra llevar el misil a Dhruva 1. La nave sale de la estación espacial y Vasu revive. Mientras tanto, Dhruva 2 llega para repostar Dhruva 1.
Ahora se sabe por qué tuvieron que cortarse los cables para poder movilizar a Dhruva 2. Mientras que la misteriosa voz le indica a Vasu que entregue el misil a la tripulación de Dhruva 2, Rithika escucha esto desde el dispositivo de comunicación de Mahendran. Ella va a su oficina, donde Mahendran la mata, revelando que él es la voz misteriosa y que quiere vender el misil en el mercado negro. Mientras tanto, Dhruva 1 se reposta con éxito y se dirige al asteroide para disparar el misil, donde la tripulación se da cuenta de que falta el misil. Mientras tanto, Ravi es liberado. Mahendran muestra las imágenes de Vasu saboteando el barco y dice que Vasu fue la causa de esto. Entonces, la tripulación se dio cuenta de que habían fallado y que la India sería destruida. Sin embargo, luego revelan que el misil todavía está a bordo de la nave espacial y está listo para ser disparado. Se revela que Vasu había notificado a Swathi y Raguram sobre la misteriosa voz, y que le dio un señuelo del misil a Dhruva 2. Los sistemas de la nave fueron pirateados para reflejar el asteroide pasando una línea de seguridad cuando no lo había hecho. Se dispara el misil y el asteroide se divide en dos, evitando la tierra. Sin embargo, Dhruva 1 es golpeado por escombros y está a punto de explotar. La tripulación evacua el barco a tiempo y llega a tierra. En la tierra, Ravi revela la verdad sobre Mahendran cuando Ravi había agarrado una cadena de oro que le pertenecía. Días después, Mahendran presenta medallas a la tripulación de Dhruva 1, donde Vasu revela que toda la tripulación sabe sobre Mahendran. Luego procede a suicidarse detrás del escenario mientras Vasu, Appu y Venkat se alejan.

## Reparto
- Jayam Ravi como M. Vasudevan, un mago entrenado y artista del escape que es enviado al espacio en una misión para obtener un misil para destruir un asteroide.
- Nivetha Pethuraj como el teniente M. Swathi, un oficial del ejército que también es enviado en la misión al espacio.
- Aaron Aziz como el Capitán Lee Wei, el capitán chino de la estación espacial que se niega a regalar su misil.
- Ramesh Thilak como S. Venkat, amigo de Vasu que también es enviado en la misión al espacio.
- Arjunan como K. Appu, amigo de Vasu que también es enviado en la misión al espacio.
- Vincent Asokan como Brig. D. Raguram, un oficial del ejército y capitán de la misión al espacio.
- Jayaprakash como el Jefe K. Mahendran, quien sospechosamente le dice a Vasu que ha secuestrado a Ravi y que lo liberará si Mahendran obtiene el misil.
- Rethika Srinivas como el teniente general T. Rithika, un oficial de alto rango que dirige la misión que termina siendo asesinada por Mahendran.
- Aarav Ravi como Ravi, el hijo de Vasu que es secuestrado por Mahendran y no será liberado hasta que Mahendran obtenga el misil.
- Balaji Venugopal como jefe de equipo
- Aathma Patrick como terrorista
- Jeeva Ravi como oficial de policía

## Producción
Después de trabajar juntos en Miruthan (2016), Jayam Ravi quedó nuevamente impresionado por una historia narrada por Shakti Soundar Rajan y acordó trabajar en otra película en marzo de 2016. Jhabak Movies acordó producir la empresa. Se reveló que esta sería la primera película india en el género espacial. El equipo comenzó el trabajo de preproducción a partir de entonces, y Jayam Ravi la describió como la película más importante de su carrera.
La actriz Nivetha Pethuraj se unió al elenco de la película en septiembre de 2016. Fue seleccionada por su conocimiento de las artes marciales. Está entrenada en jūjutsu y kickboxing. Aaron Aziz, un actor con sede en Malasia que actuó principalmente en dramas y películas de Malasia y Singapur, fue seleccionado como el villano principal, marcando su entrada en el cine tamil. El hijo de Jayam Ravi, Aarav, también interpreta el papel de su hijo en esta película.
D. Imman compuso la música de esta película, continuando su colaboración con el director.
El equipo comenzó a filmar en octubre de 2016 en EVP Film City y Majestic Studio en Chennai. La película también se está rodando en Munnar, donde el rodaje se ha detenido por un tiempo debido a la llegada de elefantes del bosque cerca del lugar de rodaje. La duración total de las escenas de efectos visuales es de 80 minutos en la película.
El teaser fue lanzado el 15 de agosto de 2017. La película estaba inicialmente programada para ser lanzada el 26 de enero de 2018, pero se pospuso y finalmente se estrenó el 22 de junio de 2018.

## Música
La partitura y las canciones de la película fueron compuestas por D. Imman. La canción principal fue lanzada el 11 de diciembre de 2017. La canción fue cantada por Yogi B, Yuvan Shankar Raja y Sunitha Sarathy. El álbum completo fue lanzado el 6 de enero de 2018. El álbum tiene ocho canciones, cuatro de las cuales son canciones instrumentales (dos canciones temáticas y dos canciones de karaoke). Todas las canciones fueron escritas por Madhan Karky. Este es el álbum número 100 de Imman. «Kurumba» (El amor del padre) en la película incluía fotografías y videos reales de la colección familiar personal de Jayam Ravi.
| N.º   | Título                              | Letras       | Intérpretes                                  | Duración |  |
| 1.    | «Tik Tik Tik (pista principal)»     | Madhan Karky | Yuvan Shankar Raja, Sunitha Sarathy y Yogi B | 4:09     |  |
| 2.    | «Kurumba (Amor del padre)»          | Madhan Karky | Sid Sriram                                   | 4:27     |  |
| 3.    | «Vinveera Vinveera Idhu»            | Madhan Karky | Ranjith & Sri Rascol                         | 4:33     |  |
| 4.    | «Kurumba [Reprise] (Amor de madre)» | Madhan Karky | Miruthula Siva                               | 4:24     |  |
| 5.    | «Race Against Time»                 | D. Imman     | -                                            | 2:06     |  |
| 6.    | «Far Beyond Earth»                  | -            | Instrumental                                 | 3:16     |  |
| 7.    | «Tik Tik Tik (Karaoke)»             | -            | Instrumental                                 | 4:09     |  |
| 8.    | «Kurumba (Karaoke)»                 | -            | Instrumental                                 | 4:25     |  |
| 35:38 |                                     |              |                                              |          |  |

### Recepción
Behindwoods calificó el álbum con 3 de 5 estrellas y dijo: «Imman golpea la pelota fuera del parque por un seis para alcanzar su siglo, ¡y la pelota viaja al espacio!»

## Lanzamiento
La película llegó a los cines el 22 de junio de 2018. Los derechos de satélite de la película se vendieron a Sun TV (India).

## Recepción crítica
Tik Tik Tik recibió críticas positivas de los críticos. Thinkal Menon de The Times of India elogió la película por el loable intento y le otorgó 3,5 estrellas de 5. Sreedhar Pillai de Firstpost la elogió como una película razonablemente entretenida con un concepto novedoso y le dio 3 de 5 estrellas. Manoj Kumar R de The Indian Express dijo que el concepto no es original y le dio 4 de 5 estrellas. Sowmya Rajendran de The News Minute elogió la película por sus impresionantes escenas de efectos visuales. Vikram Venkateswaran de Quint calificó la película de animadora inofensiva y le dio 3 estrellas. Sudhir Srinivasan de Cinema Express admiró los esfuerzos del director en esta película de género espacial y le dio 3 estrellas.
Priyanka Sundar de Hindustan Times lo llamó una película sin lógica y le dio 1,5 estrellas. Gautaman Bhaskaran de News18 declaró que la película es una historia poco impresionante y le dio 1,5 estrellas. Kirubhakar Purushothaman de India Today calificó la película como una película comercial típica decepcionante ambientada en el espacio, y le otorgó 1,5 estrellas. El director Venkat Prabhu y el actor Arvind Swami elogiaron la película por el esfuerzo. Vishal Menon, de The Hindu, calificó la película de simplista por naturaleza. J. Hurtado de Screen Anarchy señaló que la película tenía muchas similitudes con Armageddon (1998), una de las cuales incluía la misión humana de salvar la Tierra de un asteroide.
Se llevó a cabo una celebración del éxito de la película en Chennai el 29 de junio de 2018.

## Taquilla
Los derechos teatrales de Tamil Nadu de la película se vendieron por ₹ 10.5 crore. Tik Tik Tik recaudó ₹ 3 crore en su primer día y ₹ 12 crore en los primeros tres días en Tamil Nadu. La película recaudó más de 18 millones de rupias (2,4 millones de dólares) en Tamil Nadu durante el segundo fin de semana. La película recaudó ₹ 25 crore (US $ 3,3 millones) en la taquilla mundial en 11 días. La película recaudó ₹ 47,29 lakh (US $ 63 000) en Estados Unidos, ₹ 17,19 lakh (US $ 23 000) en el Reino Unido y ₹ 24,85 lakh (US $ 33 000) en Australia. Recaudó US $ 45,724 en EE. UU., MYR 2,23,745 en Malasia, £ 10,480 en el Reino Unido, A $ 34,493 en Australia y NZ $ 3,424 en Nueva Zelanda en su primer fin de semana. La película recaudó 68.812 dólares en EE. UU., 19.046 libras esterlinas en el Reino Unido y 49.176 dólares australianos en Australia al final del segundo fin de semana. Tik Tik Tik recaudó £ 20,888 en el Reino Unido y MYR 5,01,436 en Malasia al final del tercer fin de semana. La película recaudó MYR 5,11,504 (₹ 86,6 lacs) en Malasia al final del cuarto fin de semana.